# KDE Plasma 6
KDE Plasma 6 es la sexta generación del entorno de escritorio creado por KDE principalmente para distribuciones Linux. Fue lanzado el 28 de febrero de 2024 y es el sucesor de KDE Plasma 5. 

## Descripción

### Sistema de ventanas
KDE Plasma 6 usa Wayland como protocolo por defecto, mientras que Xorg se mantiene como un método opcional.

### Nuevo esquema de sonidos
KDE Plasma 6 presenta de manera predeterminada un esquema de sonidos nuevo llamado "Ocean", que remplaza al antiguo esquema de sonidos "Oxygen".

### Arquitectura del Software
KDE Plasma 6 fue desarrollado con Qt 6, KDE Frameworks y KDE Gear. Plasma 6 también tiene compatibilidad parcial HDR de manera nativa.

### Rediseño del tema Breeze
KDE Plasma 6 rediseña y mejora Breeze para que presente un aspecto mejor a la vista, con menos marcos y con un espaciado más consistente con cada aplicación.